# فلاديمير سفيتكوفيتش
فلاديمير سفيتكوفيتش (بالصربية: Владимир Цветковић) مواليد 24 مايو 1941، هو لاعب كرة سلة صربي معتزل. بدأ مسيرته الاحترافية في سنة 1959. مثّل منتخب بلاده. شارك في دورة الألعاب الأولمبية الصيفية سنة 1968. اعتزل اللعب في 1972.

## سجل المنافسة
شارك في المنافسات التالية:
- بطولة أمم أوروبا لكرة السلة 1967
- بطولة أمم أوروبا لكرة السلة 1969

## الميداليات
| الميدالية | المسابقة                         |
| --------- | -------------------------------- |
| فضية      | الألعاب الأولمبية الصيفية 1968   |
| فضية      | بطولة كأس العالم لكرة السلة 1963 |
| فضية      | بطولة كأس العالم لكرة السلة 1967 |
| فضية      | بطولة أمم أوروبا لكرة السلة 1969 |

## روابط خارجية
- فلاديمير سفيتكوفيتش على موقع الاتحاد الدولي لكرة السلة (الإنجليزية)
- فلاديمير سفيتكوفيتش على موقع سبورتس رفرنس (الإنجليزية)
- فلاديمير سفيتكوفيتش على موقع أوليمبيديا (الإنجليزية)